# Harpagocarpus
Harpagocarpus je monotipski rod iz porodice dvornikovki (Polygonaceae). Jedina vrsta je H. snowdenii, penjački grm raširen od Kameruna do Južnog Sudana i istočne Tanzanije. Prema Kew-u, sinonim je za Fagopyrum snowdenii.